# Cabo Mackintosh
El cabo Mackintosh es un cabo cubierto de hielo que forma el extremo norte de la península Kemp y el punto de entrada este a la ensenada o caleta Mason, en la costa Black, al este de la península Antártica.

## Historia y toponimia
Probablemente fue visto por primera vez por miembros del Servicio Antártico de los Estados Unidos que fotografiaron una parte de la península Kemp mientras exploraban esta costa desde el aire en diciembre de 1940. Durante 1947, el cabo fue fotografiado por la Expedición de Investigación Antártica Ronne, que junto con el actual British Antarctic Survey (BAS) lo examinó vía terrestre. El cabo fue nombrado en honor a Neil A. Mackintosh (1900-1974), un biólogo marino y oceanógrafo británico, que integró el equipo de Investigaciones Discovery.

## Reclamaciones territoriales
Argentina incluye a la península Antártica en el departamento Antártida Argentina dentro de la provincia de Tierra del Fuego, Antártida e Islas del Atlántico Sur; Chile reclama solo una pequeña porción de su extremo sudoeste al oeste del meridiano 53° O, que incluye en la comuna Antártica de la provincia Antártica Chilena dentro de la Región de Magallanes y de la Antártica Chilena; y para el Reino Unido integra el Territorio Antártico Británico. Las tres reclamaciones están sujetas a las disposiciones y restricciones de soberanía del Tratado Antártico.
Nomenclatura de los países reclamantes: 
- Argentina: cabo Mackintosh[4][5]
- Chile: cabo Mackintosh[6]
- Reino Unido: Cape Mackintosh[7]